# Aelurodon
Aelurodon — викопний рід псових підродини Borophaginae, який жив від барстовського віку сухопутних ссавців (16 млн років тому) середнього міоцену до епохи пізнього міоцену (5,332 млн років тому).

## Опис

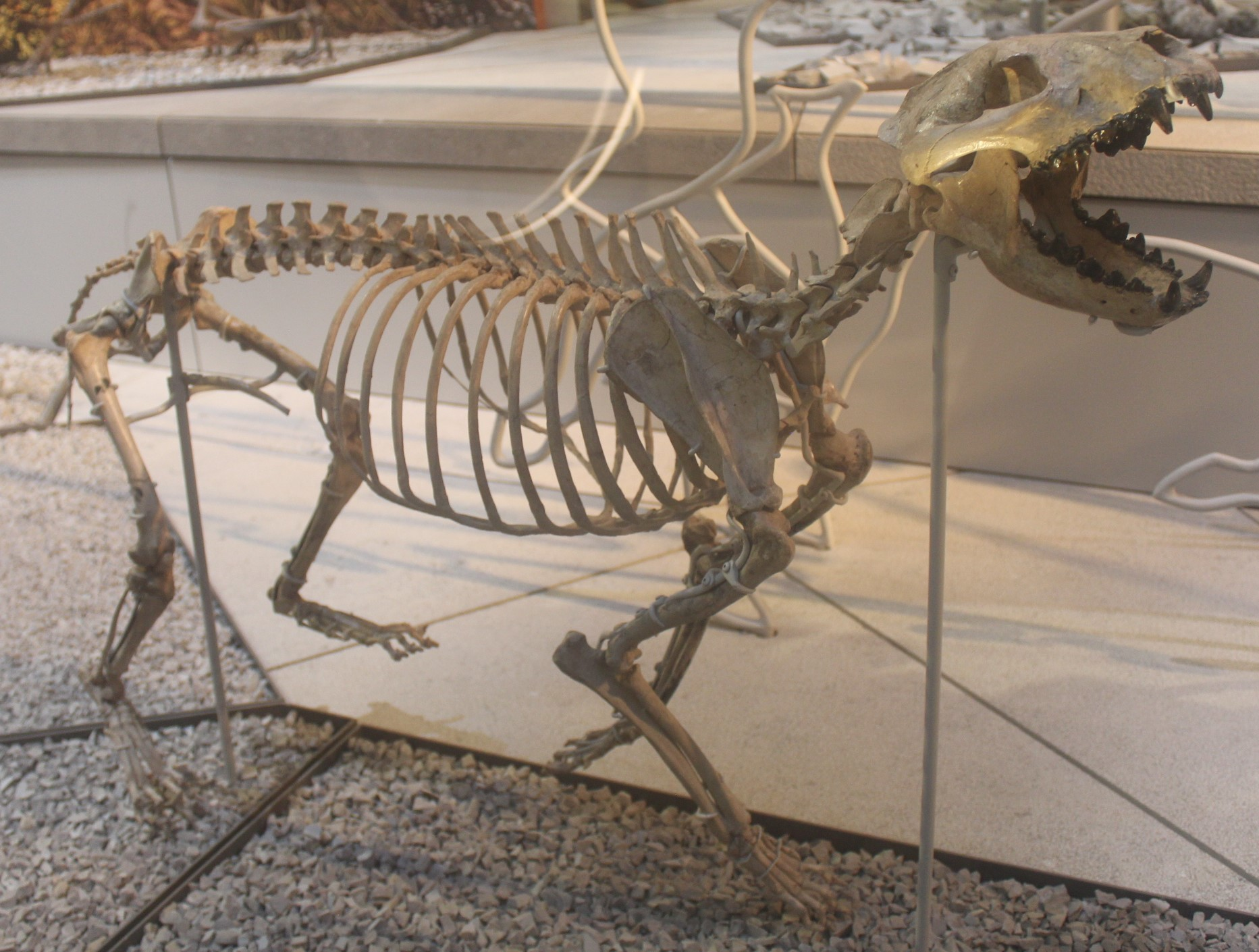
Скелет A. stirtoni, Національний музей природознавства

Кілька видів відомі зі скам'янілостей, знайдених у центральній і західній частині США, що свідчить про широкий географічний діапазон під час їх піку в епоху міоцену. Великі види Aelurodon (A. ferox і A. taxoides), можливо, полювали зграями, як сучасні вовки.
Еволюція Aelurodon характеризується дедалі еволюційним розвитком зубів, пристосованих до більш гіперм'ясоїдної дієти, що відповідає тенденції інших борофагінів. Найдавнішою появою роду є A. asthenostylus, що датується 16—14 млн років тому. Цей вид потім породжує дві різні анагенетичні клади близько 15 млн років. Одна з них включає види A. montaneis, A. mcgrewi та A. stirtoni, які вимерли близько 12 млн років. Інша клада зберігається до 5,3 млн років і включає A. ferox і A. taxoides. A. taxoides є найбільш похідним і найбільшим видом в Aelurodon.